# Пшибыславице (гмина Голча)
Пшибыслави́це (пол. Przybysławice) — село в Польше в сельской гмине Голча Мехувского повета Малопольского воеводства.
Село располагается в 6 км от административного центра гмины села Голча, в 11 км от административного центра повета города Мехув и в 36 км от административного центра воеводства города Краков.

## История
Впервые о селе упоминается в сочинении польского хрониста Яна Длугоша «Księdze Uposażeń» (XV век). В XIX веке село было собственностью последовательно Бонавентуры Псарского, Людвика Яна Козловского и еврея Мотыля Серцажа. С 1872 года село стало принадлежать участнику ноябрьского восстания Леона Старсбургера. C 1895 года до 1945 года село принадлежало шляхетскому роду Козловских герба Ястржембец.
В 1905 году Стефан Козловский основал в селе первую в округе сельскохозяйственный кооператив, а в 1907 году вместе с женой — детский приют и подпольную школу. В 1913 году в селе был построен первый в Мехувском повете Народный дом, ставший центром культуры и образования местных жителей. В 1914 году в селе было основано Общество любителей сцены и музыки, которое просуществовало до 1974 года.
В 1985 году в журнале «Znak» были изданы отрывки из краеведческого сочинения о селе Владислава Недзели «Kronika wsi Przybysławice wyrosłej na ziemi miechowskiej».
В 1975—1998 годах село входило в состав Краковского воеводства.

## Известные жители и уроженцы
- Анеля Козловская (1898—1981) — польский биолог, палеонтолог и геоботаник.
- Стефан Козловский (1928—2007) — польский геолог;
- Кшиштоф Козловский (1931—2013) — польский журналист.